# Кон, Фрэнк
Фрэнк Кон (англ. Frank Cohn, род. 2 августа 1925, Бреслау) — полковник армии США (офицер военной разведки и военной полиции), выходец из еврейской семьи, бежавшей от преследования нацистами из Германии. В 1944—1945 годах нёс службу в Европе (Бельгия, Франция, Германия), входил в состав оперативной группы, допрашивавшей немецких военнопленных. Был одним из участников встречи на Эльбе. После войны ненадолго был демобилизован, продолжил службу в армии после окончания колледжа.

## Биография

### Ранние годы
Родился 8 августа 1925 года в немецком городе Бреслау (ныне Вроцлав, Польская Республика). Родители — Мартин и Рут Коны, немецкие евреи, представители буржуазной семьи среднего достатка (отец владел магазином спорттоваров). По воспоминаниям Фрэнка, ещё до 1933 года его дядя по материнской линии Фред Бердасс (англ. Fred Berdass) из Хемница подвергался преследованиям и даже был избит молодчиками из рядов национал-социалистов; другой его дядя, Гуго, участвовал в Первой мировой войне в составе германской армии, имел звание капитана.
В 1933 году, после прихода НСДАП к власти Мартин закрыл магазин, поскольку штурмовики вели активную пропаганду с призывом не покупать ничего у евреев. В школе Фрэнк вынужден был выслушивать нацистские песни и постоянно подвергался оскорблениям со стороны учеников — ярых сторонников нацистов, но в драки не ввязывался: с его слов, он всегда вовремя сбегал от преследователей. Позже был переведён в частную школу. В 1934 году Фрэнк в еврейском лагере услышал новость о смерти президента Пауля фон Гинденбурга, что расценил как знак приближения тяжёлых времён для германских евреев.

### Эмиграция в США и начало войны
В 1938 году Мартин Кон уехал в США, где встретился с эмигрировавшими родственниками и добился от них получения приглашения на въезд в США. Позже в Штаты выехала и вся семья Фрэнка, несмотря на попытку гестаповцев добиться возвращения Мартина на родину для объяснений: из Берлина они выехали в Нидерланды, а 30 октября 1938 года прибыли в Нью-Йорк. Уже 9 ноября по Германии прокатилась волна еврейских погромов, а президент США Франклин Рузвельт своей директивой позволил всем обладателям гостевых виз не возвращаться в Германию. Коны поселились в Нью-Йорке: им помог в оформлении документов дядя Мартина Ганс, с которым они встретились в городе Хобокен (штат Нью-Джерси). Гражданами США Фрэнк и его семья стали только в 1944 году после заполнения нужных документов.
За время жизни в США Фрэнк снялся для одного из короткометражных фильмов серии «Поступь времени», заработав 100 долларов. Начало Второй мировой войны Фрэнк встретил в США, однако как иностранец добровольцем пойти не мог. 18 августа 1943 года после окончания школы он получил армейскую повестку, был призван в сентябре, но два месяца пробыл на призывном пункте в Форт-Диксе (Нью-Джерси), где подвергался проверкам ФБР как уроженец Германии. Он поступил в училище Корпуса подготовки офицеров запаса при Городском колледже Нью-Йорка.

### Участие в войне
В 1943 году Кон проходил обучение в Форт-Беннинге под руководством сержанта Кинджери. Во время учений с противогазом начальство решило обеспечить приближенные к боевым условия: была брошена ручная граната с белым фосфором для создания эффекта дыма над полем боя. В результате взрыва загорелся рюкзак Кона, а сам он получил серьёзные ожоги рук и ушей. Из-за травм он не мог догнать сослуживцев в плане физподготовки: при марш-броске на 25 миль (40 км) с полной выкладкой пробежал всего 15 миль (24 км), прежде чем потерял сознание и был доставлен в часть на джипе.
С 1944 года Кон нёс службу в 87-й пехотной дивизии Армии США в Форт-Джексоне (Северная Каролина). В августе 1944 года он был отправлен на службу в резервную пехотную часть в Бельгии. Позже командование, отметив владение юноши немецким языком, отправило его на курсы разведки в Париже, которые длились полгода в мирное время и две недели в военное. Уже через неделю после начала курсов Фрэнка направили в 66-ю опергруппу по допросам военнопленных (англ. Prisoner of War Team 66) при 12-й армии, которая должна была посещать занятые американцами города и допрашивать военнопленных о возможности использования городских зданий для армейских нужд и о присутствии военных преступников среди военнопленных. В частности, Кон допрашивал обегруппенфюрера СА принца Августа-Вильгельма, сына германского императора Вильгельма II.
Его отряд прошёл от Франкфурта до Касселя, хотя сам не участвовал в стычках, поскольку немцы предпочитали сдаваться в плен при виде американцев. Когда отряд Кона вошёл в Дюссельдорф, то хозяин одной из автомастерских назвал людей Кона «первыми американцами в городе». У Магдебурга Кон получил от командира карту зон оккупации, граница между которыми проходила по реке Эльба. Кон должен был передать эту карту представителям РККА во избежание возможных недоразумений. На пути к советским солдатам в какой-то момент Кона и его группу остановила группа людей из военной разведки во главе с капитаном Ремплом, которая разыскивала немецких диверсантов, действовавших в окрестностях. После короткого допроса Ремпл приказал арестовать Кона и его спутников, однако из штаба американской части во французской коммуне Ле-Везине поступило распоряжение не беспокоить группу Кона. 25 апреля 1945 года Фрэнк Кон и его командир отправились на Эльбу, чтобы передать карту: Фрэнку доверили обязанности переводчика, хотя он знал по-русски только слово «товарищ». По воспоминаниям Фрэнка, на встрече с русскими он впервые попробовал водку и угостил советских солдат сигаретами.

### После войны

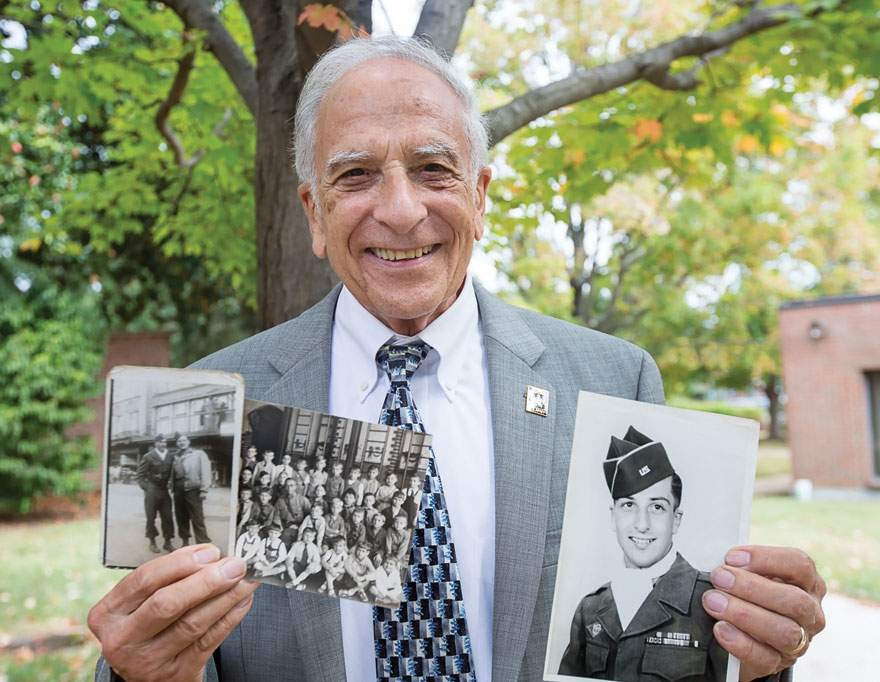
Фрэнк Кон с фотографиями военного времени, 2015 год

Как позже узнал Фрэнк, во время войны в концлагерях погибли шесть его родственников по отцовской линии и четверо по материнской. В 1946 году вышел в отставку в звании штаб-сержанта. После колледжа продолжил службу как второй лейтенант военной полиции; окончил курсы Корпуса подготовки офицеров запаса с отличием. Он командовал батальоном военной полиции в Европе во время событий 1968 года в Чехословакии, а также участвовал в конфликтах в Корее и Вьетнаме (службу во Вьетнаме нёс с 17 февраля 1969 по 17 февраля 1970 года). За 35 лет своей службы Кон три раза отправлялся по делам в Германию, дослужился до звания полковника. Занимал высокие должности в структуре Армии США.
С 1978 по 1993 годы Кон был руководителем отдела размещения студентов в кампусах Университета Мэриленда, с 1993 по 1994 годы аналогичную должность занимал по вопросам расселения учащихся по магистерской программе. Параллельно он занимался вопросами ветеранов вооружённых сил: за год до своей отставки Кон вошёл в совет ветеранов боевых действий, в котором занимал посты председателя, заместителя председателя и главы медицинской комиссии. Занимал пост редактора в журнале «Retired Military Police Officers Digest»; в 2008 году за свою активную общественную деятельность получил от Совета гражданских ассоциаций Маунт-Вернона (англ. The Mount Vernon Council of Citizens’ Associations) почётное звание «Гражданин года». В качестве зрителя Кон присутствовал на московских Парадах Победы 2005, 2010 и 2015 годов: в 2009 году он вместе с представителями Посольства России в США возложил на Арлингтонском кладбище у мемориальной доски «Дух Эльбы» венок в память о встрече на Эльбе. Проживает в Александрии (штат Виргиния) со своей супругой Паулой (родилась с ним в один год и также в Бреслау).

## Награды

### Американские
- Орден «Легион почёта» степени легионера с дубовыми листьями (10 октября 1978)[2]
- Бронзовая звезда (2 февраля 1970)[5]
- Похвальная медаль Армии США (22 августа 1963)[5]
- Медаль «За похвальную службу» Министерства обороны США[15]
- Медаль «За службу национальной обороне»[15]
- Медаль «За безупречную службу» Армии США[15]
- Медаль «За службу в оккупационной армии»[15]
- Медаль Победы во Второй мировой войне[15]
- Медаль «За Американскую кампанию»[15]
- Медаль «За Европейско-африканско-ближневосточную кампанию»[15]
- Медаль «За службу в Корее»[15]
- Медаль «За службу во Вьетнаме»[15]

### Иностранные
- Орден «За заслуги перед Федеративной Республикой Германия» степени командора (22 марта 1974)[5][3]
- Медаль «За укрепление боевого содружества» (1 сентября 2020)[17]